# Kathedrale Mariä Aufnahme in den Himmel (Chania)

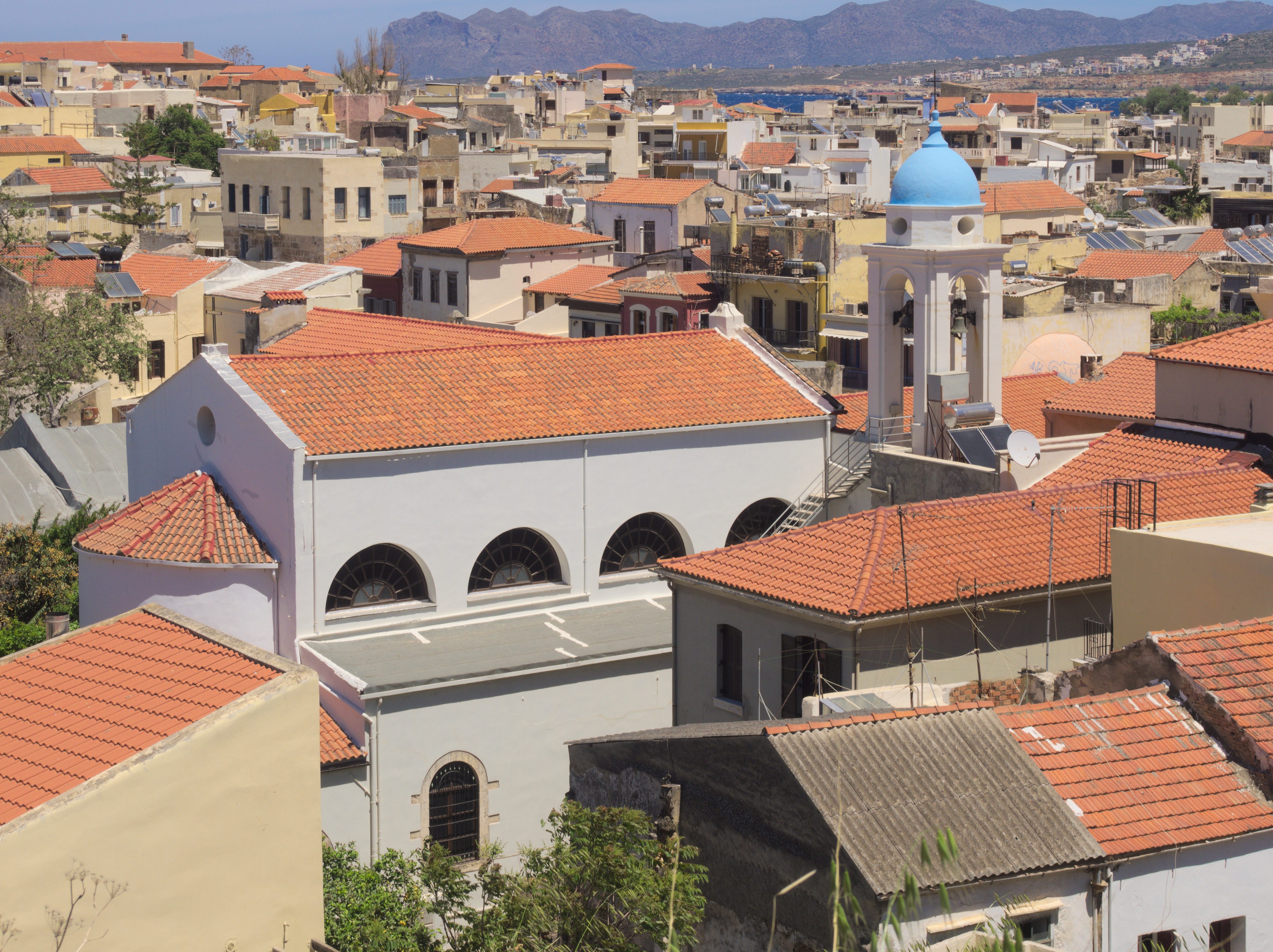
Kathedrale Mariä Aufnahme in den Himmel (2015)

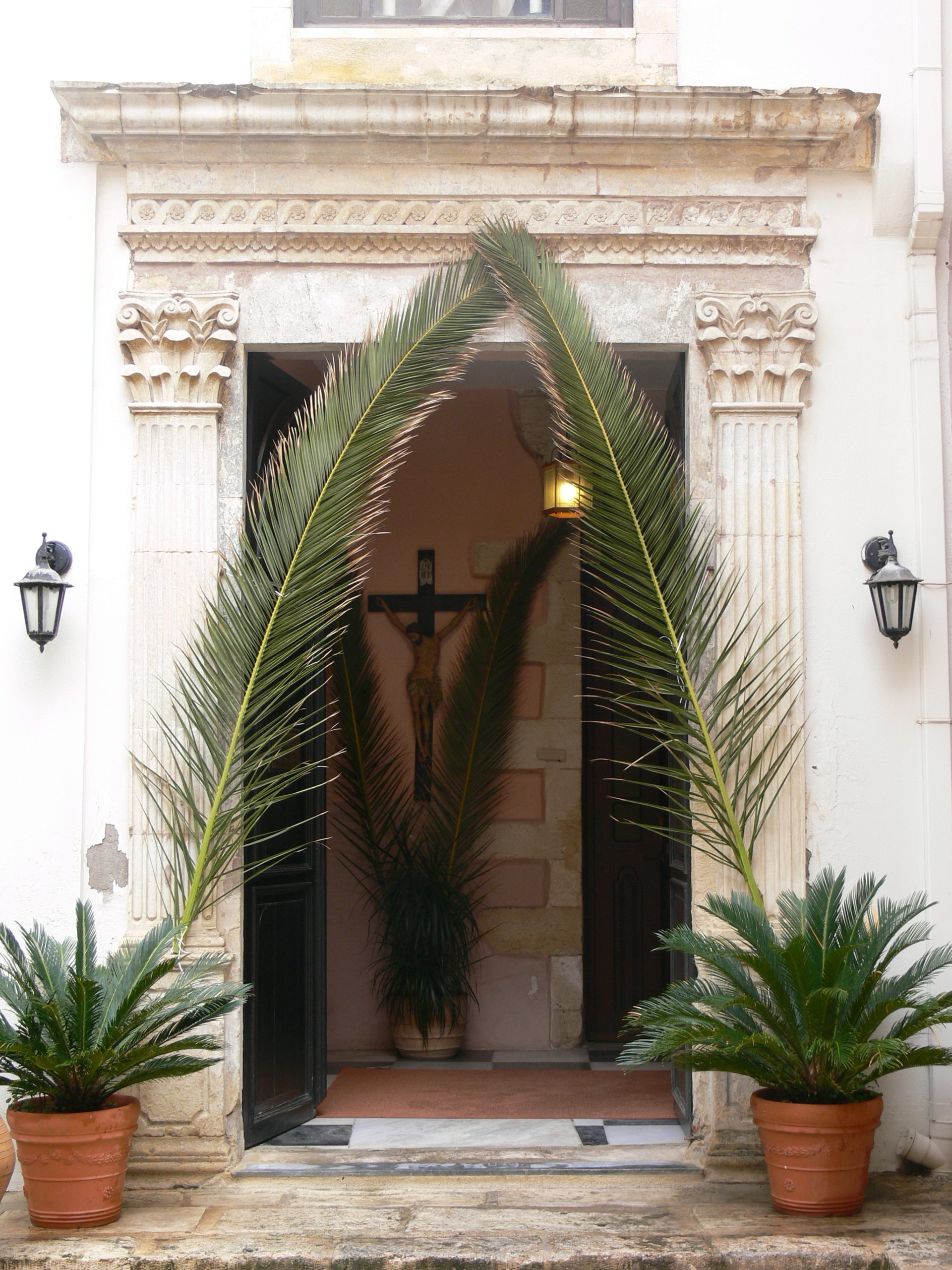
Portal (2009)

Die Kathedrale Mariä Aufnahme in den Himmel, auch Katholische Kathedrale von Kreta, (griechisch Καθεδρικός Ναός της Κοιμήσεως της Θεοτόκου) ist eine römisch-katholische Kirche in Chania auf Kreta. Sie ist die Kathedrale des Bistums Kreta.
Die erste katholische Pfarrkirche in Chania nach der türkischen Eroberung der Stadt (1645) war eine kleine Kapelle, die 1675 in der Kapuzinerresidenz unweit des alten Hafens untergebracht war. Zu Beginn des 18. Jahrhunderts bauten die Kapuzinerbrüder ihr Kloster in der Odos Chalidon und platzierten im Erdgeschoss eine Kapelle, die Mariä Aufnahme in den Himmel oder kurz Mariä Himmelfahrt gewidmet war.
Während der kurzen Zeit der ägyptischen Herrschaft auf Kreta (1830–1841) gelang es Kapuzinerpater Serafim da Caltanissetta eine Baubewilligung zum Bau einer einstöckigen Steinkirche mit einem kleinen hölzernen Glockenturm zu erhalten. Die neue Kirche wurde 1844 geweiht. Die alte Krypta wurde verlassen und der Zugang zur Kirche wurde durch das Tor ermöglicht, das 1855 in der Odos Chalidon geöffnet wurde.
Als 1874 im Pontifikat von Papst Pius IX. das katholische Bistum Kreta gegründet wurde, erhob der erste Bischof Aloisio Cannavo (1874–1889) die Kirche von Chania zum Dom. Die Kirche war jedoch sehr klein und wegen der Erdbeben fast baufällig. So wurde der Kirchenbau abgerissen und durch eine neue dreischiffige Basilika mit neoklassischen und Renaissance-Merkmalen nach dem Entwurf des Architekten Vitaliano Poselli an derselben Stelle ersetzt und am 25. April 1879 geweiht. Der Glockenturm wurde 1882 erbaut. Im Jahr 2004 feierte die Kathedrale ihr 125-jähriges Bestehen. Die Kirche steht unter der Verwaltung des Kapuzinerordens.
Die Adresse ist Odos Chalidon 46, Chania 731 31, Griechenland; der Zugang befindet sich in der Einkaufsstrasse. 